# Pirro Albergati
Pirro Albergati (Bolonya, 1663 - idm. 1735) fou compositor italià.
Afavorit per pertànyer a una família noble, la qual tenia inclús un teatre propi, cultivà tots els gèneres musicals, tant la música de cambra com l religiosa, sent autor de diverses composicions instrumentals, dels oratoris Santa Caterina; Santo Eustachio; Santa Eufemia i Il convito di Baldassaro, i dues cantates sagrades, publicades en el seu Pietro armonico (1687).
A més, va escriure, dues òperes: Gli Amici (1633) i Il principi selvaggio (Bolonya, 1712).